# Шоу, Кэрол
Кэрол Шоу (англ. Carol Shaw) — одна из первых женщин-геймдизайнеров и программистов в игровой индустрии. Наиболее значимой работой Шоу является игра River Raid для Atari 2600.

## Ранние годы
Шоу родилась в 1955 году и выросла в Пало-Альто (Калифорния, США). В школе впервые познакомилась с компьютерами и компьютерными играми. После она окончила Калифорнийский университет в Беркли, став бакалавром в области электротехники и компьютерных наук в 1977 году.

## Разработка игр
В 1978 году Шоу поступила на работу в Atari, в стенах которой разрабатывала игры для новой игровой консоли Atari VCS (позднее известной как Atari 2600). За время работы на компанию Шоу написала игры Video Checkers (1978), 3-D Tic-Tac-Toe (1978) и Super Breakout (1978, в соавторстве с Ником Тёрнером).
В соавторстве с Кейт Брюстер Кэрол Шоу написала справочное руководство к языку программирования Atari BASIC.
В 1980 году Шоу покинула Atari и перешла на работу в Tandem Computers. В 1982 году с ней связался сотрудник Activision с предложением о найме на работу, которое она приняла. Первой её игрой стала коммерчески успешная River Raid (1982) для Atari 2600, созданная по мотивам аркадной игры 1981 года Scramble. Следующей игрой стала Happy Trails (1983) для Intellivision.
В 1984 году Шоу покинула компанию и игровую индустрию.

## Последующие годы
Шоу вернулась в Tandem Computers и работала там до раннего выхода на пенсию — 1990 года. По её собственному признанию, успех River Raid позволил ей закончить карьеру раньше времени.
В 1983 году Шоу вышла замуж за Ральфа Меркла, специалиста в области криптографии.
В 2017 году Шоу получила награду «Икона индустрии» от The Game Awards за свой вклад в молодую игровую индустрию.

## Работы
Atari 2600
- 3D Tic-Tac-Toe (Atari, 1978)[8]
- Polo (Atari, 1978, не издана)[9]
- Super Breakout (Atari, 1978) вместе с Ником Тёрнером
- Video Checkers (Atari, 1978)[10]
- Othello (Atari, 1978) вместе с Эдом Логгом[11]
- River Raid (Activision, 1982)[12]

Intellivision
- Happy Trails (Activision, 1983)

Atari 8-bit family
- Calculator (Atari, 1979)
- River Raid (Activision, 1983), порт на Atari 8-bit и 5200.